# Грінап (Іллінойс)
Грінап (англ. Greenup) — селище (англ. village) в США, в окрузі Камберленд штату Іллінойс. Населення — 1365 осіб (2020).

## Географія
Грінап розташований за координатами 39°14′53″ пн. ш. 88°9′36″ зх. д. / 39.24806° пн. ш. 88.16000° зх. д. (39.247946, -88.160025).  За даними Бюро перепису населення США в 2010 році селище мало площу 4,53 км², з яких 4,53 км² — суходіл та 0,01 км² — водойми.

## Демографія
Згідно з переписом 2010 року, у селищі мешкало 1513 осіб у 670 домогосподарствах у складі 386 родин. Густота населення становила 334 особи/км².  Було 729 помешкань (161/км²).
Расовий склад населення:
| - 99,0 % — білих - 0,3 % — корінних американців - 0,3 % — азіатів - 0,2 % — чорних або афроамериканців |

До двох чи більше рас належало 0,2 %. Частка іспаномовних становила 0,5 % від усіх жителів.
За віковим діапазоном населення розподілялося таким чином: 21,7 % — особи молодші 18 років, 54,6 % — особи у віці 18—64 років, 23,7 % — особи у віці 65 років та старші. Медіана віку мешканця становила 41,9 року. На 100 осіб жіночої статі у селищі припадало 86,3 чоловіків;  на 100 жінок у віці від 18 років та старших — 83,0 чоловіків також старших 18 років.
Середній дохід на одне домашнє господарство  становив 40 035 доларів США (медіана — 30 699), а середній дохід на одну сім'ю — 46 162 долари (медіана — 35 714). За межею бідності перебувало 26,2 % осіб, у тому числі 32,5 % дітей у віці до 18 років та 13,4 % осіб у віці 65 років та старших.
Цивільне працевлаштоване населення становило 682 особи. Основні галузі зайнятості: виробництво — 28,0 %, освіта, охорона здоров'я та соціальна допомога — 23,5 %, роздрібна торгівля — 10,6 %, мистецтво, розваги та відпочинок — 7,9 %.